# 条丁目 (江別市)
条丁目（じょうちょうめ）とは、北海道江別市の1条1丁目から8条8丁目までの総称。人口は992人、世帯数は619世帯（2023年12月1日現在）丁目の設定がある。住居表示は全域で未実施。

## 地理
条丁目地区は函館本線江別駅の北に位置しており、江別市の旧来の中心部である。1条1丁目から8条8丁目までが存在するが、6条1丁目 - 6条4丁目、7条1丁目 - 7条5丁目、8条1丁目 - 8条6丁目は存在しない。

## 歴史

### 年表
- 1953年（昭和28年）
  - 5月23日 - 条丁目地区の一部で江別大火が発生。焼失した住宅などは合わせて約250戸(罹災人口約1,300人)となり、江別の歴史上において数少ない大惨事となった[8]。
- 1955年（昭和30年）
  - 1月22日 - 建設大臣より火災復興の区画整理の施行を命じられる[8]。
- 1956年（昭和31年）
  - 9月7日 - 換地処分の公告が行われる[8]。
  - 9月8日 - 換地処分の効力が生じる[8]。
- 1963年（昭和38年）
  - 8月26日 - 区画整理事業外の町名を変更され、一部を「王子」から「7条6丁目」に変更された[9]。

## 小・中学校の通学区
小・中学校の通学区は以下の通り。
| 町丁                | 字・番地 | 小学校         | 中学校         |
| ------------------- | -------- | -------------- | -------------- |
| 1条1丁目 - 8条8丁目 | 全域     | 江別第一小学校 | 江別第一中学校 |

## 郵便番号
郵便番号は以下の通り
- 1条：067-0011[11]
- 2条：067-0012[12]
- 3条：067-0013[13]
- 4条：067-0014[14]
- 5条：067-0015[15]
- 6条：067-0016[16]
- 7条：067-0017[17]
- 8条：067-0018[18]

## 人口・世帯数
| 条丁目   | 人口     | 世帯数   | 備考 |
| -------- | -------- | -------- | ---- |
| 1条1丁目 | 記載なし | 記載なし |      |
| 1条2丁目 | 記載なし | 記載なし |      |
| 1条3丁目 | 97人     | 74世帯   |      |

| 条丁目   | 人口 | 世帯数 | 備考 |
| -------- | ---- | ------ | ---- |
| 2条1丁目 | 2人  | 1世帯  |      |
| 2条2丁目 | 15人 | 11世帯 |      |
| 2条3丁目 | 10人 | 6世帯  |      |
| 2条4丁目 | 14人 | 6世帯  |      |
| 2条5丁目 | 6人  | 4世帯  |      |
| 2条6丁目 | 6人  | 5世帯  |      |

| 条丁目   | 人口 | 世帯数 | 備考 |
| -------- | ---- | ------ | ---- |
| 3条1丁目 | 8人  | 3世帯  |      |
| 3条2丁目 | 60人 | 34世帯 |      |
| 3条3丁目 | 21人 | 15世帯 |      |
| 3条4丁目 | 37人 | 21世帯 |      |
| 3条5丁目 | 73人 | 44世帯 |      |
| 3条6丁目 | 25人 | 15世帯 |      |

| 条丁目   | 人口 | 世帯数 | 備考 |
| -------- | ---- | ------ | ---- |
| 4条1丁目 | 24人 | 17世帯 |      |
| 4条2丁目 | 30人 | 21世帯 |      |
| 4条3丁目 | 28人 | 19世帯 |      |
| 4条4丁目 | 35人 | 28世帯 |      |
| 4条5丁目 | 70人 | 42世帯 |      |
| 4条6丁目 | 44人 | 32世帯 |      |
| 4条7丁目 | 16人 | 8世帯  |      |

| 条丁目   | 人口 | 世帯数 | 備考 |
| -------- | ---- | ------ | ---- |
| 5条1丁目 | 30人 | 13世帯 |      |
| 5条2丁目 | 43人 | 21世帯 |      |
| 5条3丁目 | 22人 | 12世帯 |      |
| 5条4丁目 | 10人 | 5世帯  |      |
| 5条5丁目 | 97人 | 57世帯 |      |
| 5条6丁目 | 13人 | 8世帯  |      |
| 5条7丁目 | 39人 | 26世帯 |      |

| 条丁目   | 人口     | 世帯数   | 備考 |
| -------- | -------- | -------- | ---- |
| 6条5丁目 | 3人      | 1世帯    |      |
| 6条6丁目 | 10人     | 3世帯    |      |
| 6条7丁目 | 20人     | 9世帯    |      |
| 6条8丁目 | 記載なし | 記載なし |      |

| 条丁目   | 人口 | 世帯数 | 備考 |
| -------- | ---- | ------ | ---- |
| 7条6丁目 | 10人 | 6世帯  |      |
| 7条7丁目 | 19人 | 15世帯 |      |
| 7条8丁目 | 14人 | 6世帯  |      |

| 条丁目   | 人口 | 世帯数 | 備考 |
| -------- | ---- | ------ | ---- |
| 8条7丁目 | 24人 | 23世帯 |      |
| 8条8丁目 | 11人 | 6世帯  |      |

### 施設

#### 公共
- JA道央 江別支店 食料検査所（道央農業協同組合）（1条2丁目）
- JA道央 江別支店 金融課（道央農業協同組合）（6条8丁目）
- ハローワークえべつ (札幌東公共職業安定所 江別出張所)（4条1丁目）

#### 公園
- 中央児童公園（3条3丁目）
- かわぎし公園（4条1丁目）
- 江別駅前公園（4条7丁目）

#### 銀行
- 北洋銀行江別中央支店（5条6丁目）
- 北陸銀行 江別支店（7条6丁目）

#### 史跡
- 石狩川汽船（2条1丁目）

#### 商業施設
- ネッツトヨタ道都 江別店（7条6丁目）

### 交通

#### 鉄道
北海道旅客鉄道函館本線江別駅（駅所在地は萩ヶ岡だが、2条6丁目との境界付近に所在）

#### バス
区域内にジェイ・アール北海道バス（空知線）、北海道中央バス（江別営業所）、夕鉄バス及び新篠津村営バスの路線がある。いずれの路線も「江別駅前」停留所に乗り入れている。

### 道路
- 国道12号

- 都市計画道路
  - 3・3・310 公園通[2]
  - 3・4・319 3丁目通[2]
  - 3・5・328 5条1丁目通[2]
  - 3・5・331 市街地東光通[2]